# Pourtalesia miranda
Pourtalesia miranda is een zee-egel uit de familie Pourtalesiidae.
De wetenschappelijke naam van de soort werd in 1869 gepubliceerd door Alexander Agassiz.